# ناثانيل ريتشاردز
ناثانيل ريتشاردز (بالإنجليزية: Nathaniel Richards) هو فلاح أمريكي، ولد في 1604 في إنجلترا في المملكة المتحدة، وتوفي في 1681 في نوروولك في الولايات المتحدة.